# University College Utrecht
El Colegio Universitario de Utrecht o en inglés University College Utrecht (UCU) es un colegio donde se dan los honors course dentro de la Universidad de Utrecht, en los Países Bajos. La UCU es una institución académica por derecho propio. 
La UCU ofrece un programa de bachelor en Artes Liberales y Ciencias y tiene unos 700 estudiantes matriculados. El Colegio está agradablemente situado entre los dos puntos de la Universidad de Utrecht, el nuevo campus de De Uithof y el centro de la ciudad vieja de Utrecht. Por último, la UCU tiene su propia estructura residencial y recuerda los colegios británicos de Oxbridge. El idioma de enseñanza es el inglés. 
El campus de la UCU se ha establecido en una antigua base militar neerlandesa (Kromhout Kazerne). Sin embargo, tres cuartas partes de la base siguen perteneciendo al Ministerio de Defensa de los Países Bajos.

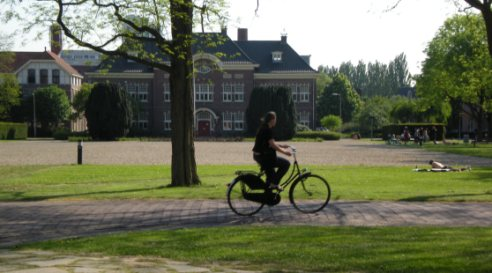
Campus de l'University College Utrecht

## Descripción
Fundada en 1997 bajo la dirección de Hans Adriaansen, el Colegio Universitario de Utrecht se convierte en el Honors College de la Universidad de Utrecht (UU) y como tal, ofrece un programa particularmente intenso y original. 
La UCU es la primera institución académica en los Países Bajos que promueve conjuntamente la enseñanza de artes liberales y de ciencias y que de hecho, rompe con la tradición universitaria holandesa. Hasta ahora, las universidades neerlandesas ofrecen programas de estudio que se centran especialmente en una disciplina bien definida. 
La UCU resulta de la participación conjunta de todas las facultades de la Universidad de Utrecht. En este sentido, el Colegio es estrictamente una institución educativa y, por lo tanto, no disfruta de sus propias unidades de investigación. Sin embargo, el Colegio forma parte de la UU y, como tal, los estudiantes de la UCU aprovechan al máximo la infraestructura de la universidad de la que están matriculados.
La UCU se desmarca por ofrecer un enfoque multidisciplinario e interdisciplinario. En este sentido, la UCU está organizada en cuatro departamentos: Lenguas y Medios de Comunicación (academic core), Letras, Ciencias y Ciencias Sociales. 
Los titulares de un bachelor en Artes Liberales y Ciencias pueden cursar un master y luego, presentar un doctorado a la Universidad de Utrecht u otra universidad neerlandesa o extranjera, ya que sea en medicina, derecho, ingeniería o economía y negocios. Finalmente, muchos exalumnos de la UCU se matriculan con éxito a universidades internacionalmente reconocidas como las de Oxford, Cambridge, Harvard o Berkeley.
En el 2009, UCU fue nominada como el mejor programa en Artes Liberales y Ciencia por la reconocida revista "Elsevier".[cita requerida]

## Particularidades de la UCU
En primer lugar, la UCU muestra una gran paridad. Si la Universidad de Utrecht acoge un número significativamente mayor de hombres que de mujeres, el colegio sigue una tendencia muy distinta. En octubre de 2008 el 65,3% de los estudiantes matriculados en la UCU eran mujeres. 
En segundo lugar, la UCU confirma su posición internacional: el 36,2% de los estudiantes son extranjeros contra 6,5% en la Universidad de Utrecht. 
Por último, los estudiantes de la UCU forman una comunidad homogénea. El área relativamente modesta del campus, las actividades deportistas, musicales o políticas organizadas por los comités estudiantiles (UCSA committees), la presencia activa de varias fraternidades y hermandades dentro de la comunidad invitan a los estudiantes a relacionarse regularmente, y el campus bar tiene fama de ser el corazón de la vida del campus. Por último, la UCU organiza una cumbre anual de las Naciones Unidas, la famosa UNISUN. Además, UCU tiene una organización de representación estudiantil que se llama Academic Student Council o ASC.

## Admisión
El proceso de admisión en la UCU se funda principalmente en el mérito, un amplio interés académico, y la motivación. Como tal, el candidato tiene que presentar una carta de motivación, proporcionar referencias, demostrar un alto nivel de inglés y finalmente, pasar una entrevista. Este proceso selectivo sigue siendo excepcional en los Países Bajos, lo que suscita naturalmente controversias tanto legales como sociales. 
Por eso, el colegio ha adquirido a lo largo del tiempo una reputación elitista y burguesa. Sin embargo, el tejido social y económico neerlandés se refleja bastante bien en el perfil estudiantil de la UCU. En este sentido, los estudiantes neerlandeses y extranjeros tienen que solicitar un préstamo estudiantil o conseguir un trabajo para financiar su estancia en la universidad. Esa es la razón por la cual la UCU mantiene un fondo de ayuda y busca fuentes de financiación. Al respecto, la UCU encuentra dificultades en la obtención de becas para estudiantes extranjeros. Por último, aunque el colegio se abra cada vez más a los estudiantes extranjeros, las recientes tomas de posición del Gobierno en materia de política inmigratoria hacen más complejos los procedimientos de obtención de un permiso de residencia.

## Campus

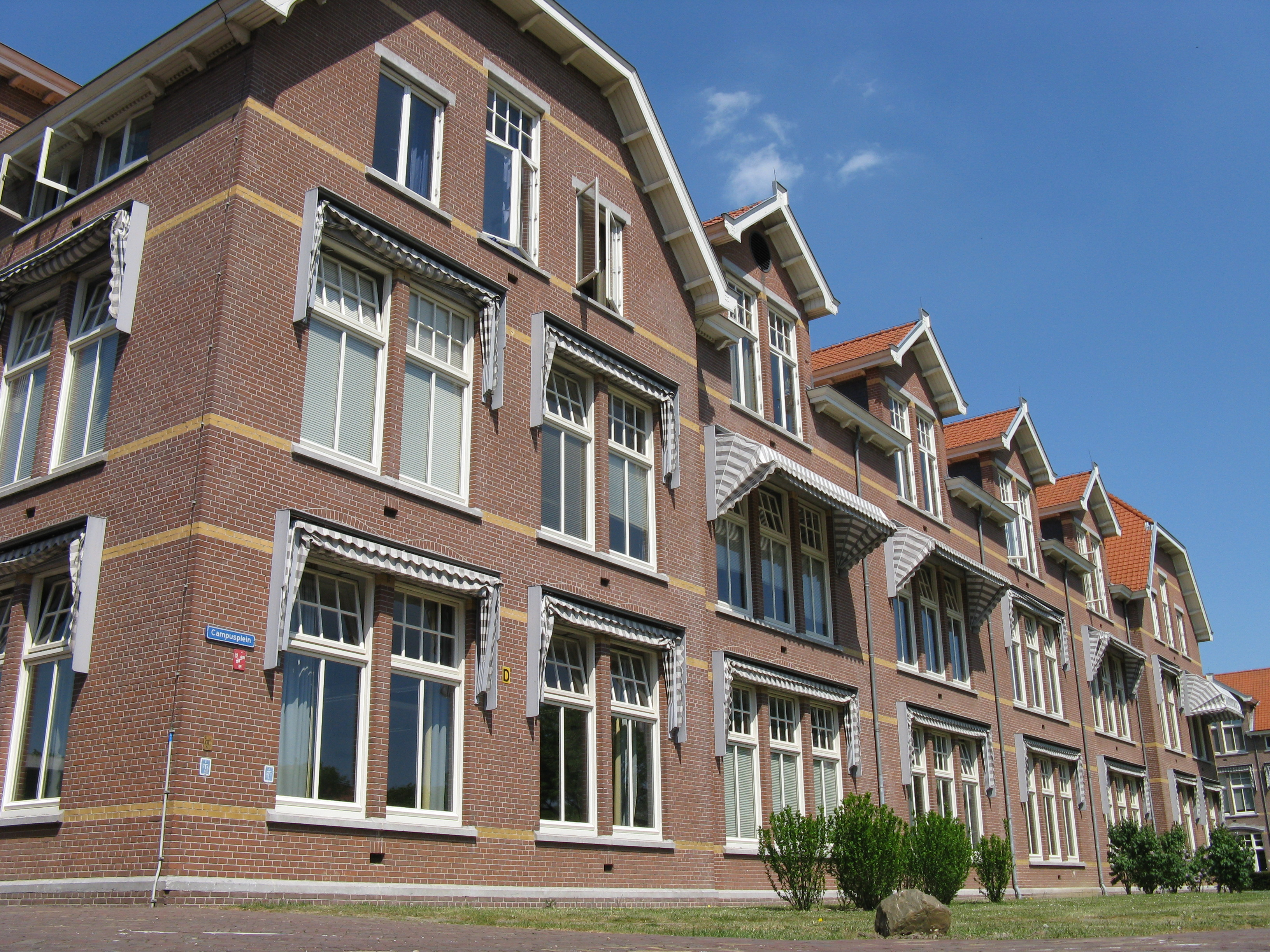
Edificios académicos de la UCU.

Las clases dentro del campus se dan en cuatro grandes edificios académicos. Cada edificio lleva honoríficamente el nombre de un científico y / o de un famoso filósofo. 
- El "Voltaire" acoge al departamento de Artes que engloba la historia, la filosofía, los estudios religiosos, la literatura, la historia del arte y la lingüística.

- El "Locke" acoge el departamento de Ciencias Sociales que incluye el derecho, la psicología, las ciencias políticas, la geografía humana, la economía, la antropología y la sociología.

- El "Newton" está dedicado al departamento de Ciencia, que incluye las ciencias de la vida, las matemáticas, la física, la química y las ciencias de la tierra. Guiño a la historia, el "Newton" tiene una "sala de Leibniz".

- El "Descartes" se lleva las asignaturas obligatorias (academic core), es decir la metodología, las estadísticas y las lenguas modernas. Por dedicar el nombre del filósofo francés a uno de sus edificios académicos, la Universidad de Utrecht revive su propia historia y se reconcilia definitivamente con uno de sus más famosos filósofos. En marzo de 2005, la Universidad de Utrecht lleva una antigua prohibición sobre las enseñanzas de Descartes. La prohibición se remonta al siglo XVII por una controversia entre el filósofo y el teólogo calvinista Gisbertus Voetius, apodado en aquella época "El Papa de Utrecht".

Por último, el campus de la UCU acoge una parte del departamento de Economía de la universidad (Utrecht School of Economics).